# Дробніс Яків Наумович
Дро́бніс Я́ків (Я́хніс) Нау́мович (нар. 6 березня 1890, Глухів, Чернігівська губернія, Російська імперія — 1 лютого 1937, Москва, Російська РФСР, СРСР) — радянський державний діяч, у 1921 році — градоначальник[джерело?] Одеси. Фігурант Другого московського процесу, розстріляний за вироком суду. Посмертно реабілітований.

## Життєпис
Яків Наумович Дробніс народився 6 березня 1890 року в місті Глухів Чернігівської губернії Російської імперії в багатодітній родині шевця єврейського походження. Закінчив нижчу школу, працював підмайстром в шевській майстерні. Родина була досить бідною, його батько часто пиячив. Яків не бажаючи миритися з оточенням неосвічених, розгульних ремісників, у віці 13 років утікає з дому. Однак, діставшись до Астрахані, його було вислано знову на батьківщину як порушника, що проживав за межею своєї осілості. По дорозі він познайомився з шевцем Борисом Рогачевським, який відкрив йому на той час революційно налаштоване середовище.
У 1904—1905 роках Дробніс брав участь у революційному русі Бунд, виконував різні доручення РСДРП, виробляв друк на гектографі, поширював листівки і зберігав у себе зброю. У 1906 році він вступив в глухівську організацію РСДРП на офіційній основі, через що був вперше заарештований і взятий під варту. Однак через півтора місяця був звільнений. У січні 1908 року знову був заарештований за належність до соціал-демократів. Відсидівши десять місяців, Дробніс постав перед судом Виїзної сесії Київської судової палати, який засудив його до 5 років позбавлення волі як неповнолітнього. Відсидівши термін, Дробніс поїхав у Вільно, але в січні 1915 року був висланий звідти до Полтави за підозрою в антивоєнної агітації. До початку Жовтневого преревороту він працював підпільному гуртку РСДРП, а під час революції обіймав різні партійні посади.
Протягом громадянської війни чотири рази уник смерті через розстріл. Уперше — у грудні 1917 року, коли війська Центральної Ради розгромили полтавську раду. Був захоплений гайдамаками, але звільнений з-під арешту на вимогу Полтавської думи, гласним якої був. Удруге — у 1918 році, коли відряджений на Україну для підпільної роботи, був заарештований гетьманською вартою, але під час розстрілу був тільки поранений. Прикинувшись вбитим, дочекався темряви і відповз у безпечне місце. Потім переховувався до приходу більшовицьких військ. Утретє — під час наступу денікінців у 1919 році був призначений военкомом 2-ї зведеної дивізії, штаб якої був розгромлений донськими козаками на станції Крути (Ніжинський район) Чернігівської губернії. Разом з іншими командирами потрапив у полон. Під час розстрілу був поранений у ногу і втік. Учетверте — взятий повстанцями-махновцями заручником на станції Ков'яги Харківської губернії, чекав розстрілу, але був порятований загоном особливого призначення.
В 1922 році був призначений членом Малого Раднаркому РСФРР, а в 1923 році — членом адміністративно-фінансової комісії при Раднаркомі СРСР.
З 1923 року належав до Лівої опозиції, підписав «Заяву 46-ти». 18 грудня 1927 року на XV з'їзді ВКП(б), поміж 75 «активних діячів троцькістської опозиції» був виключений з партії і засланий до Астрахані. У січні 1930 року, після подачі заяви про відхід від опозиції, відновлений у ВКП(б). З 1931 року Дробніс працював у Народному комісаріаті шляхів сполучення.

### Арешт і страта
6 серпня 1936 року був заарештований органами НКВС і в січні 1937 року виведений як підсудний на Другому московському процесі по справі так званого «паралельного антирадянського троцькістського центру». Був визнаний винним і, як і більшість підсудних, засуджений до вищої міри покарання — смертної кари через розстріл.
1 лютого 1937 року вирок був приведений у виконання. У 1988 році Дробніс був посмертно реабілітований і відновлений у партії.